# 위자드닷컴
위자드닷컴은 대한민국의 포털 사이트이다. 세계적으로는 여섯번째, 대한민국 최초의 개인 맞춤형 포털 사이트이다. 2006년 처음 시작하였고 위젯 엔진에 기반한 웹사이트로서, 이 웹사이트로 <위자드웍스>는 미국 정보기술매체 <레드헤링>의 '아시아 유망 100대 벤처기업'에 선정되기도 했다.